# Isaac Antcher
Isaac Antcher (ros. Исаак Израилевич Анчер, Isaak Izrailewicz Anczer; ur. 21 stycznia 1899 w Pieriesieczinie w guberni besarabskiej (ob. Peresecina w Mołdawii), zm. 21 kwietnia 1992 w Paryżu) – francuski malarz, należący do grupy twórców École de Paris. 
Urodził się w rodzinie sklepikarza, do 1914 mieszkał w Orgiejowie, a następnie wyjechał na studia do Odessy. Mając dwadzieścia jeden lat przeniósł się do Lille, gdzie wcześniej wyemigrował jego brat. W 1921 wyjechał do Jerozolimy, gdzie rozpoczął studia w Szkole Sztuk Pięknych i Rzemiosł Artystycznych Besaleel pod kierunkiem Borisa Schatza, Abla Panna i Ze’ewa Rabana. Do Paryża powrócił w 1924 i kontynuował naukę w Académie de la Grande Chaumière i w Académie Russe. Dodatkowo sam kształcił się podczas częstych wizyt w paryskich muzeach, szczególnie skupiał się na dorobku twórczym Rembrandta i impresjonistów, przez krytyków jest uznawany za samouka. Zarobkowo pracował, jako poler w fabryce Renaulta, udzielał korepetycji z francuskiego i hebrajskiego. Od 1926 wystawiał swoje prace w Salonie Jesiennym i Salonie des Tuileries, jednocześnie był najmłodszym protegowanym marszanda Leopolda Zborowskiego, który w 1927 przejął całą dotychczasową twórczość artysty i wystawiał ją w swojej galerii. Ponieważ nadal jego sytuacja finansowa nie była stabilna toteż pracował jako mechanik samochodowy, górnik i transportowiec. Po wybuchu II wojny światowej zgłosił się na ochotnika do armii francuskiej, po demobilizacji w 1940 powrócił do Montpellier. Trzy lata później schronił się przed prześladowaniami w Szwajcarii, ale mimo jej neutralności został internowany w obozie pracy. Po zakończeniu wojny powrócił do Paryża.